# Ä
Ä (minúscula: ä) é um caractere que representa uma letra em diversos alfabetos latinos, ou a letra A com umlaut ou trema.

## Como uma letra independente

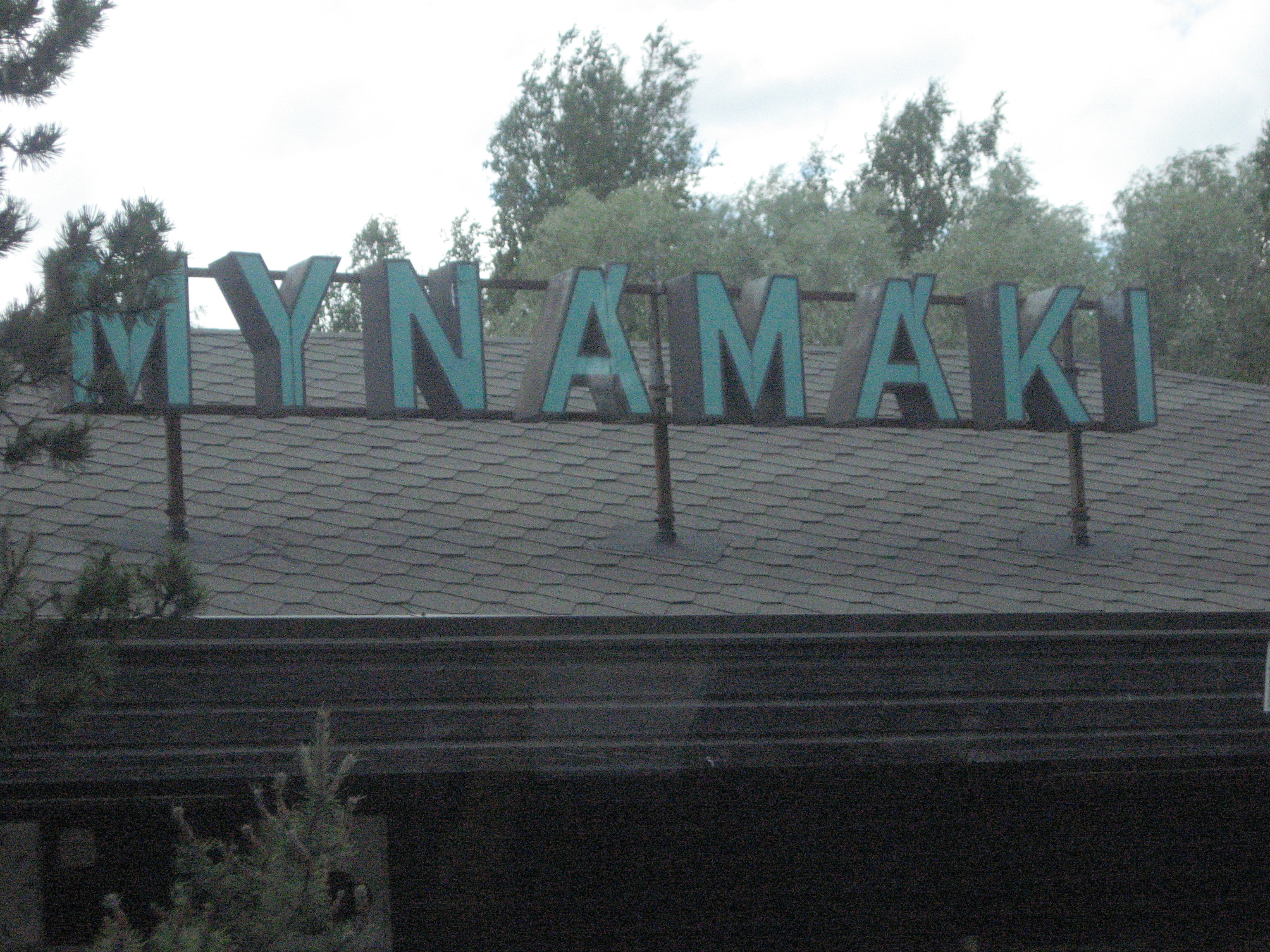
O letreiro da estação da cidade finlandesa de Mynämäki, ilustrando uma variante da letra Ä.

A letra Ä é presente em sueco, finlandês, estoniano e no alfabeto eslovaco, onde representa um som vocálico. Em finlandês sempre é [æ]; na variação sueca e estoniana,[carece de fontes?] conforme a posição da letra na palavra, tem o som de [æ] e [ɛ]. No eslovaco, Ä é pronunciado como [ɛ] (ou o arcaico, mas correto [æ]).
Nos países nórdicos, o som [æ] era inicialmente escrito como "Æ" quando a Cristianização fez com que os vikings substituíssem o alfabeto rúnico pelo alfabeto latino por volta do ano 1100. A letra Ä surgiu em alemão, e depois em sueco, na forma antiga de se escrever AE com o E no topo do "A" (Aͤ e aͤ), que veio a ser simplificado por dois pontos. Em islandês, faroês, dinamarquês e norueguês, o "Æ" e ainda usado ao invés de Ä.
Mais tarde, o finlandês adotou o alfabeto sueco durante os 700 anos que a Finlândia fez parte da Suécia. Apesar disso, o umlaut não existe no finlandês, mas o fonema [æ] existe. O estoniano também ganhou a letra por influência germânica.

## A-umlaut

Ä na língua de sinais alemã

Um glifo semelhante, A com umlaut, é presente no alfabeto alemão, contudo, não é tida como uma letra isolada. Ela representa uma forma com umlaut do a, resultando no [æ] ou [ɛ], porém, é chamada "Ä", e não "A Umlaut". A respeito dos ditongos, Ä é pronunciado como um E, p.ex. Bäume ([ˈbɔʏ̯.mə]; "árvores"). Nos dicionários alemães, a letra é coligada com A, mas nos livros de fonética, é juntada com AE. A letra é presente nos outros alfabetos que adotaram palavras ou fonética alemã, mas como uma forma gramatical alemã, e não uma forma nativa do alfabeto.
Nas outras línguas, a letra não é tida como parte do alfabeto, mas com um sinal ortográfico "importado" do alemão ou como codificação de caracteres. No ASCII, o A-umlaut é substituído pela ligação "ae", por motivos de convenção.